# Deloraine (Tasmanien)
Deloraine ist ein Ort in Tasmanien, der mittig zwischen Devonport und Launceston am Bass Highway liegt. Deloraine liegt von den beiden Orten etwa je 50 Kilometer entfernt und hat 2432 Einwohner.

## Geschichte
1823 sandte Gouverneur Tasmaniens Sorell den Kapitän Roland zur Erkundung von landwirtschaftlich nutzbarem Land in den Westen Tasmanien. Er entdeckte nutzbares Land und den Meander River sowie den nach ihm benannten Mount Roland. Besiedelt wurde die Gegend ab 1825 und die Siedler mussten das von ihnen in Anspruch genommene Land kaufen. Der Ort wurde nach der Entdeckerfigur William Deloraine, die in einem Gedicht des Dichters Walter Scott vorkommt, benannt.
Der Ort entwickelte sich zu einem regionalen Zentrum der Great Western Tiers. Er wurde zum Endpunkt der ersten Eisenbahnlinie in Tasmanien, die ihn mit Launceston verband. Die Strecke wurde am 10. Februar 1871 eröffnet und war in Breitspur (1600 mm) errichtet. Bereits 1872 ging das privat finanzierte Unternehmen in Konkurs und wurde zum 31. Oktober 1873 von der Regierung Tasmaniens übernommen, deren Bahnen in Kapspur (1067 mm) errichtet wurden. Bis zum 18. August 1888 wurde das Breitspurgleis deshalb umgespurt.
Gebäude, die in den 1830er und 1840er Jahren entstanden, sind erhalten. Sie werden heute als Galerien oder Museen, Kirchen, Brauereien, Gästehäuser und Restaurants genutzt und ziehen Touristen an. Der Ort hat mehrere jährlich ausgeschriebene Tourismuspreise gewonnen. Er ist auch Ausgangspunkt für Wanderungen in die Cradle Mountains, den Great Western Tiers, nach Mole Creek und in die Central Highlands.